# Мглинець Віктор Іванович
Віктор Іванович Мглинець (нар. 3 січня 1963, Чернівці, СРСР) — радянський та український футболіст, що виступав на позиціях півзахисника та нападника. Відомий завдяки грі у чернівецькій «Буковині», запорізькому «Металурзі» та одеському «Чорноморці». Після завершення активної кар'єри гравця став футзальним та футбольним тренером.

## Життєпис

### Клубна кар'єра
Дебютував у «Буковині» у сезоні-1981. У 1985 році став найкращим бомбардиром команди. В складі «Буковини» був чемпіоном та срібним призером чемпіонату УРСР, переможцем Другої ліги СРСР та України, срібним призером Першої ліги України. 
У 1990 році Віктор Мглинець став капітаном «Буковини», яка потрапила в першу лігу чемпіонату СРСР. Дебют для підопічних Юхима Школьникова видався вдалим - 5 місце в турнірній таблиці, а Віктор записав на свій рахунок 11 голів в 36 матчах. Всього за «Буковину» провів 395 матчів, в яких забив понад 100 голів. Остання його гра в команді відбулася 28 березня 2004 року.
Грав у командах «Поділля» (Хмельницький), «Металург» (Запоріжжя), «Чорноморець» (Одеса), а також в ізраїльському чемпіонаті. Виступаючи в «Металурзі» провів 40 матчів у першій лізі СРСР і 4 матчі в кубку. У складі «Чорноморця» провів 63 матчі, в яких забив 13 голів (53 (9) – Вища ліга України, 10 (4) – кубок).
Всього за свою 23-річну кар'єру гравця зіграв понад 620 офіційних матчів, в яких забив понад 150 голів.

### Тренерська кар'єра
Протягом 2007—2009 років обіймав посаду головного тренера «Буковини». У 2009—2013 роках — тренер міні-футбольного клубу «Меркурій», який під його керівництвом отримав путівку у Вищу лігу. З 2014 року — тренер міні-футбольного клубу «Спортлідер+», який під його орудою здобув срібні медалі Вищої ліги. По завершенню сезону залишив посаду головного тренера. Улітку 2015 року очолив тренерський місток рідної «Буковини», хоча при цьому мав пропозицію очолити білоруський футзальний клуб. 29 травня 2016 року залишив чернівецький клуб. За цей період команда під його керівництвом зуміла повернутися в першу лігу, а також стала єдиною, яка не зазнала жодної домашньої поразки в сезоні 2015/16.
В кінці серпня 2017 року втретє у своїй тренерській кар'єрі очолив рідну команду, яку на початку грудня 2018 року в черговий раз вирішив залишити за власним бажанням. Під його керівництвом «Буковина» до кінця 2017/18 сезону зіграла 23 офіційних матчі (9 перемог, 6 нічиїх, 8 поразок) і посіла шосте місце в своїй групі, а в літньо-осінній частині сезону 2018/19 провела 18 ігор (3 перемоги, 3 нічійних результата та 12 поразок) і на зимове міжсезоння вирушила на останній сходинці в тій же групі, в кубку результат теж виявився не кращим - виліт з турніру на першій же стадії.

## Особисте життя
Одружений. Дружина — Світлана. Син — Артем, дочка — Олена.

## Освіта
Віктор Іванович закінчив Чернівецький торговельно-економічний інститут КНТЕУ. Має тренерський диплом УЄФА, категорії «A».

## Досягнення

### Як гравця
- Переможець Чемпіонату УРСР (1) : 1988.
- Переможець Другої ліги СРСР (1) : 1990.
- Срібний призер Чемпіонату УРСР (1) : 1989.
- Переможець Другої ліги України (1) : 2000.
- Срібний призер Першої ліги України (1) : 1996.
- Бронзовий призер другого дивізіону Ізраїлю (1) : 1995.

### Як головного тренера

#### Командні
Футзал:
- Срібний призер Екстра-ліги України (1) : 2015
- Переможець Першої ліги України (1) : 2012
- Бронзовий призер Першої ліги України (1) : 2011
- Переможець Першої ліги України (Західного регіону) (3) : 2011, 2012, 2013

#### Особисті
Футбол:
- Визнаний найкращим тренером 14-го туру Другої ліги України 2017/18 (за версією Всеукраїнського об'єднання футбольних тренерів)[5]